# Бельгия на «Евровидении-2010»
В Осло 2010 на Евровидении, от Бельгии участвовал Том Дайс.
Том Дайс (настоящее имя Tom Eeckhout) родился 25 ноября 1989 года. Его страсть к музыке началась, когда ему исполнилось 8 лет, а в 12 лет он написал свою первую песню. Том был участником группы The Dice, но далее решил начать свою сольную карьеру. Он также известен как участник бельгийской версии шоу X-Factor, на котором занял 2 место. После этого он выпустил свой сингл Bleeding Love.
В 2009 году Бельгия не прошла в финал «Евровидения», когда группа Copycat застряла еще в первом полуфинале. В 2010 в стране не проводился традиционный отбор «Eurosong». Бельгийская телекомпания VRT объявила, что страну на конкурсе представит молодой 21 летний исполнитель Том Дайс. Профессионалы сходятся во мнении, что Том достоин победы, так как обладает всеми необходимыми для этого качествами: необычным сильным голосом, яркой внешностью, а также опытом работы перед телекамерами. На конкурсе «Евровидение» Дайс занял 6-е место, набрав 143 балла.